# Bezunesh Bekele

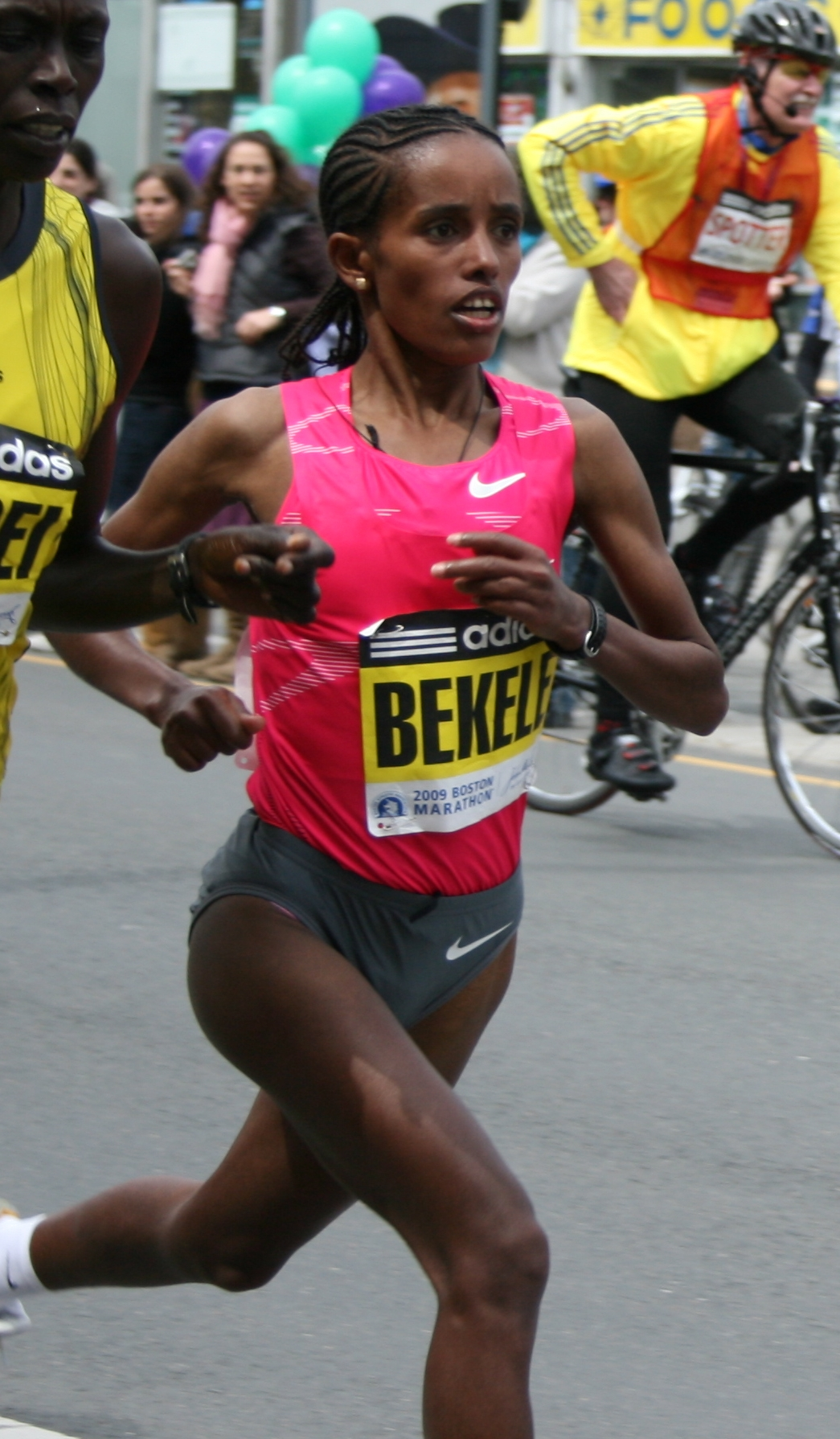
Bezunesh Bekele beim Boston-Marathon 2009

Bezunesh Bekele (vollständiger Name Bezunesh Bekele Sertsu, auch Bizunesh Bekele; * 29. Januar 1983 in Addis Abeba) ist eine äthiopische Langstreckenläuferin.
Dreimal startete sie bei den Crosslauf-Weltmeisterschaften als Juniorin (mit dem sechsten Rang 2002 als bester Platzierung) und fünfmal als Erwachsene (mit einem neunten Rang auf der Kurzstrecke 2006 als bester Platzierung). Bei den Halbmarathon-Weltmeisterschaften 2004 in Neu-Delhi wurde sie Achte und bei den Leichtathletik-Afrikameisterschaften 2006 in Bambous Fünfte im 10.000-Meter-Lauf. Bei den Straßenlauf-Weltmeisterschaften 2007 in Udine stellte sie als Vierte mit 1:08:07 h ihre Bestzeit über die Halbmarathon-Distanz auf und gewann mit dem äthiopischen Team Silber. Weitere Erfolge bei Straßenläufen sind Siege beim Montferland Run 2004 und 2005, beim Rotterdam-Halbmarathon 2005 sowie beim Portugal-Halbmarathon und beim Zevenheuvelenloop 2007.
2008 wechselte sie auf die Marathonstrecke. Auf Anhieb lief sie 2:23:09 h und wurde damit Zweite des Dubai-Marathons 2008; beim Chicago-Marathon kam sie auf den siebten Platz. Im darauffolgenden Jahr reichte ihr eine Zeit von 2:24:02 h, um den Dubai-Marathon zu gewinnen. Beim Boston-Marathon wurde sie Vierte, und bei den Leichtathletik-Weltmeisterschaften in Berlin lief sie auf dem 16. Platz ein.
2010 wurde sie Vierte in Dubai und beim London-Marathon sowie Zweite beim Berlin-Marathon.